# 水野重孟
水野 重孟（みずの しげたけ）は、江戸時代前期の紀伊国新宮藩（紀州藩附家老）の世嗣。紀州藩家老水野多門家初代当主。通称は縫殿。官位は従五位下・隠岐守。

## 生涯
2代藩主・水野重良の三男として誕生。幼名は七之丞。正室は与板藩主・牧野康成の娘。
子のなかった3代当主で兄・重上の養子となり、寛文12年（1672年）7月28日に4代将軍・徳川家綱に拝謁し、延宝6年（1678年）12月28日には従五位下隠岐守に叙任。元禄10年（1697年）4月11日には紀州藩邸を訪れていた5代将軍・徳川綱吉に拝謁した。
元禄13年（1700年）重上によって廃嫡され、代わって重孟の又甥に当たる常陸国麻生藩分家の重期が養子に迎えられて嫡子となった。
廃嫡後は紀州藩主・徳川綱教により紀州藩の家老に取り立てられ、子孫は代々紀州徳川家に仕えた。享保元年（1716年）9月10日死去。享年72。